# Pryšec srpovitý

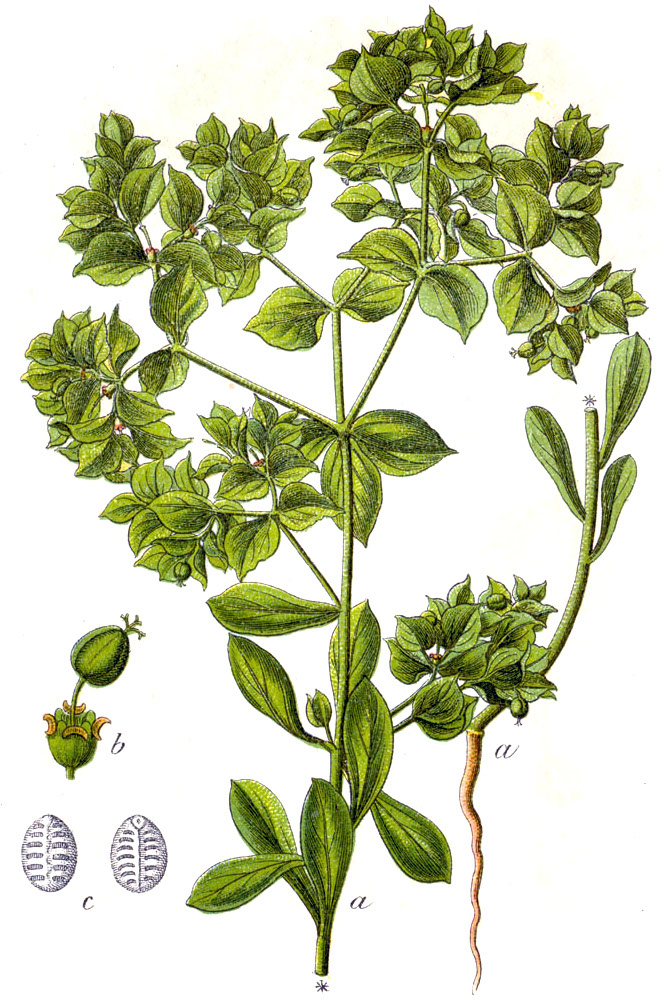
Zobrazení rostliny

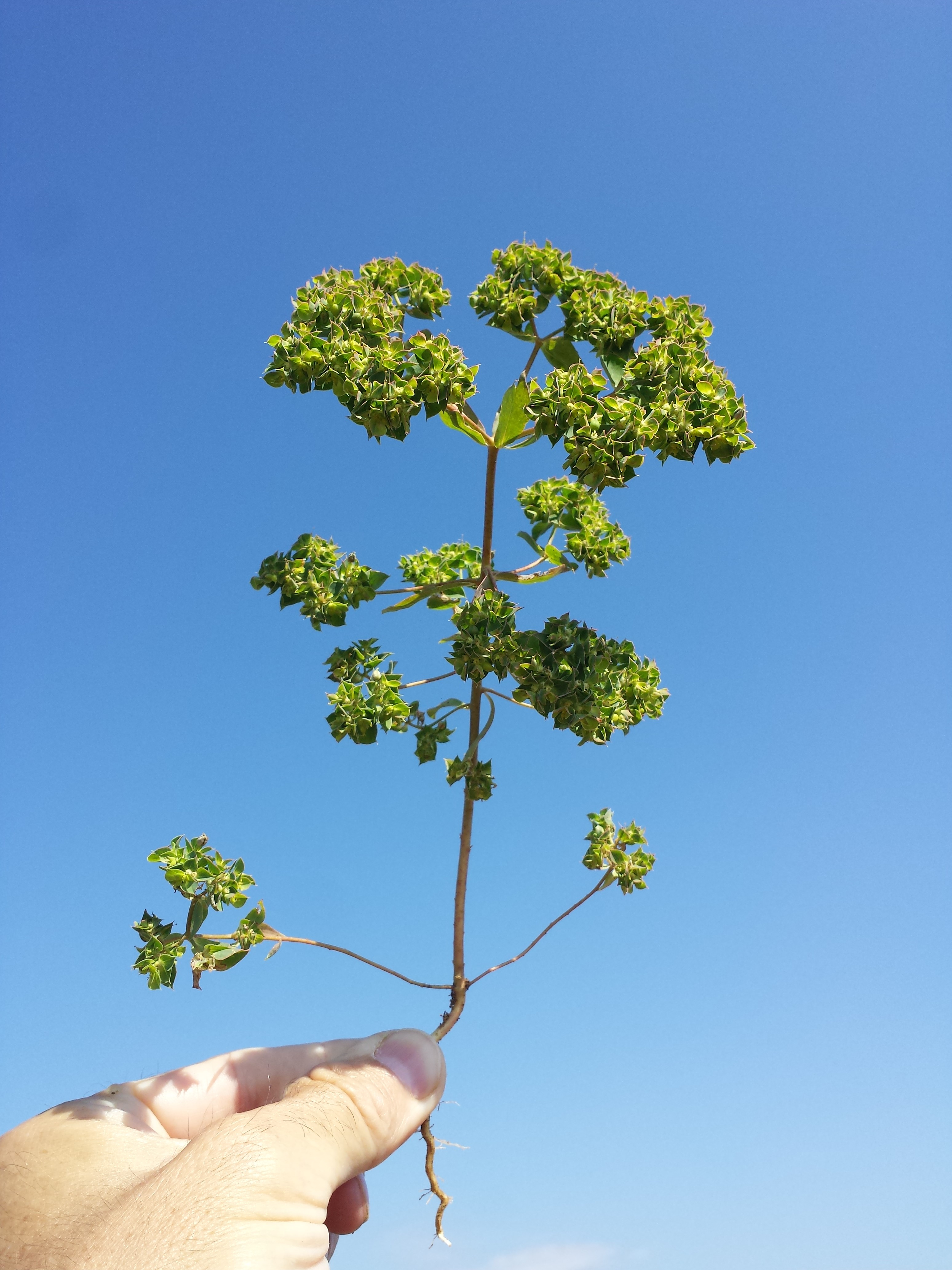
Skutečná velikost

Pryšec srpovitý (Euphorbia falcata) je drobná, jednoletá, po poranění mléčící bylina s křivolakou lodyhou dlouhou nejvýše 20 až 30 cm. V Česku je tento málo nebezpečný plevel díky dlouhodobému výskytu pokládán za naturalizovaný, náhodně zavlečený archeofyt. Pro svou malou a ještě klesající četnost v české přírodě je teplomilný pryšec srpovitý, jeden z více než 2000 druhů rodu pryšec, přiřazován k silně ohroženým a ustupujícím druhům české flory.
Druhové jméno „srpovitý“ je odvozeno od pro něj typického srpovitého tvaru listenů v květenství.

## Rozšíření
Roste téměř po celé jižní a střední Evropě, ve státech severní Afriky okolo Středozemního moře, na Blízkém východě, Kavkaze, Arabském poloostrově, ve Střední Asii, Mongolsku, západní Číně, na ruském Dálném východě i severu Indického subkontinentu. Druhotně byl pryšec srpovitý rozšířen do Velké Británie, Nizozemska a v roce 1911 byl zaznamenán jeho výskyt i ve východních oblastech Spojených států amerických. Rostlina byla také zavlečena do Austrálie a do Chile v Jižní Americe.
V České republice vyrůstá převážně v nízkých nadmořských výškách, od nížin po pahorkatiny. Vyskytuje se v nejteplejších oblastech, v Čechách na Žatecku a v Polabí, na Moravě na jihu, jihovýchodě a částečně i v centru.

## Ekologie
Pryšec srpovitý roste na obdělávaných polích i úhorech, v zahradách, na kamenitých stráních, rumištích i podél komunikací. Nejlépe mu vyhovují půdy výhřevné, hlinité až hlinito-písčité, bohaté na živiny a s vyšším obsahem vápníku. Prospívá v nižších polohách mezofytika, v oreofytiku je většinou neznámý. Rozšiřuje se výhradně semeny. Rostlina při poranění roní husté bílé mléko, které při potřísnění pokožky ve větším množství může u citlivých osob vyvolat alergii. Tento latex je po zatuhnutí v čisté vodě nerozpustný, lze jej smýt za pomoci mýdla nebo mlékem.
Rostlina se obvykle nevyskytuje příliš hojně, nemá tendenci k přirozenému přemnožování, v přírodě se většinou setkáváme jen s nemnoha rostlinami. Ve větším počtu roste pouze nárazově v okopaninách a řídkých vytrvalých pícninách nebo v prořídlém obilí. Je teplomilná, klíčí později na jaře a do plného rozvoje se dostává v pozdním létě. V závislosti na situování stanoviště vyrůstá od března do dubna, kvete v období června až září a drobné šedavé plody dozrávají za jeden či dva měsíce po opylení. Počet chromozomů 2n = 16, stupeň ploidie x = 2.
Přestože bylina obsahuje pro lidi toxické látky, diterpeny a triterpeny, jež mohou poškodit sliznici, je v některých oblastech považována za léčivou. Odvar z rostliny se užívá vnitřně jako projímadlo nebo zevně při léčbě lupénky, dlouhodobá léčba touto bylinou však může pacientovi škodit.

## Popis
Jednoletý terofyt s tenkým kůlovitým kořenem. Lodyha dlouhá 10 až 30 cm je přímá nebo vystoupavá, mnohdy je nápadně křivolaká, jednoduchá nebo již od báze větvená, šedě ojíněná, jemně rýhovaná, lysá a olistěná po celé délce. Střídavě vyrůstající obvejčité nebo kopisťovité listy jsou téměř přisedlé, dlouhé 1 až 3 cm a široké do 1 cm, na bázi jsou klínovitě zúžené a na konci hrotité, po obvodě drobounce pilovité, lysé nebo roztroušeně chlupaté a oboustranně tmavozelené až modravě zelené, třínervní žilnatina vedoucí od báze má výraznou střední žilku.
Podpůrné listeny lichookolíků jsou tvarem i velikostí podobné lodyžním listům. Cyathia jsou žlutá nebo oranžově žlutá a krátce stopkatá až přisedlá, obsahují jeden samičí květ obklopený mnoha samčími. Vyskytují se v koncových i úžlabních lichookolících, vrcholový je obvykle tvořen třemi až pěti, které se mohou dále až třikrát větvit. Zákrovní listence vidlanů bývají dlouhé do 2 cm a široké až 1 cm, jsou nesrostlé, šikmo vejčité, mírně asymetrické, poněkud srpovitě zahnuté, celokrajné s vyniklou střední žilkou vybíhající ve zřetelný hrot. Žlázky bez přívěsků jsou žluté, půlměsíčité a dvourohé. Bezobalné zelené květy vyrůstají v cyathiích tvořící lichookolík, mají zpravidla pět tyčinek s prašníky a pestík složený ze tří plodolistů. Květy jsou opylovány létajícím hmyzem, případně se opylují autogamicky.
Plody jsou vejčité trojpouzdré tobolky asi 2 mm dlouhé a 1,5 mm široké, na povrchu jsou lysé a mělce rýhované. Ve zralosti samovolně pukající tobolka obsahuje tři šedozelená, žlutavá či hnědavá, semena dlouhá až 1,5 mm a široká 1 mm. Semena bývají na jednom konci „useknutá“, jsou vejčitě čtyřhranná a na plochách mají tmavé jamky. Kromě rozptylování větrem a vodou bývají roznášena i semenožravými ptáky a z hmyzu mravenci. Semena mají na povrchu jemné chloupky, které jim napomáhají za vlhka přilnout k různým předmětům, včetně srsti zvířat nebo peří ptáků. Pravděpodobně bývají šířena i procházejícími lidmi, protože se někdy drobné rostliny vyskytují po okrajích polních pěšin, chodníků i cest. Semena dozrávají v období sklizně obilovin, a proto mohou být i na velké vzdálenosti roznášena s nedůsledně vyčištěný obilným zrnem.

## Možnost záměny
V české přírodě roste pryšci srpovitému velmi podobný pryšec kolovratec, jenž ovšem má květenství rozložené nápadně do jedné roviny a jeho žlázky jsou nerůžkaté. Poněkud podobný pryšec s růžkatými nebo půlměsíčitými žlázkami v květenství je pryšec okrouhlý, jenž vyrůstá spíše v zahradách a na ruderalizovaných místech – ten ale má horní lodyžní listy široce obvejčité až okrouhlé. Dále jej lze zaměnit s pryšcem obecným nebo pryšcem prutnatým, oba jsou ale vytrvalé druhy a lichookolíky mívají větvené do více než pěti větví.

## Ohrožení
Pryšec srpovitý je oficiálně považován za archeofyt zdomácnělý v české krajině. Není však zcela jasno, v které době se do české přírody dostal, ale pravděpodobně je to již dost dávno na to, aby jej mnozí badatele začali považovat za původní druh. Tato nejednotnost v názorech vedla k tomu, že byl v „Červeném seznamu ohrožených druhů České republiky, cévnaté rostliny“ z roku 2017 označen jako silně ohrožený a ustupující (C2t) druh, což svědčí o tom, že je považován za původní druh. Nepůvodní druhy, včetně archeofytů, obvykle nebývají po stránce ohrožení klasifikovány.
V přírodě české i evropské sice není tento druh aktivně sledován, ale předpokládá se, že v důsledku současného intenzívního zemědělství s mnoha herbicidy klesají jeho polní populace. a proto není považován za nebezpečný plevel.